# Phố Hàng Cân
Hàng Cân là một con phố thuộc phường Hàng Đào, quận Hoàn Kiếm, trong khu phố cổ Hà Nội, đi từ phố Lãn Ông đến phố Hàng Bồ. Phố Hàng Cân có chiều dài 104 mét.

## Lịch sử
Phố Hàng Cân nguyên là đất thôn Hữu Đông Môn và thôn Xuân Hoa, tổng Tiên Túc, huyện Thọ Xương cũ. Tới giữa thế kỷ XIX tổng này đổi tên gọi là Thuận Mỹ và thôn Xuân Hoa hợp nhất với thôn Yên Hoa thành Xuân Yên.
Tại phố này có hai đền: Đền Xuân Yên của thôn Xuân Hoa cũ ở số nhà 44, còn đền Xuân Yên của thôn Yên Hoa cũ ở số nhà 6A phố Lương Văn Can. Còn dấu tích làng Hữu Đồng Môn thì nay là đình Đông Môn ở số 8 phố Hàng Cân.
Sở dĩ có tên gọi Hàng Cân vì thời xưa nơi này sản xuất và bày bán các loại cân ta, tức cân vọt ngang có quả cân bằng đồng hoặc sắt.
Thời Pháp thuộc phố này được gọi là rue des Balances, dịch tiếng Việt nghĩa là Hàng Cân.

## Các tuyến xe buýt chạy qua
Tuyến 31, 146: Hết phố